# Nyimang
Le nyimang ou ama est une langue parlée dans le Kordofan du Sud dans le Soudan.